# ۱۳۴۷ (خورشیدی)
۱۳۴۷ هزار و سیصد و چهل و هفتمین سال هجری خورشیدی سالی عادی بود.

## رویدادها
- ۱۰ شهریور: زمین‌لرزهٔ فردوس با حدود ۱۰٬۰۰۰ کشته

## زادروزها
- اردیبهشت - کارن همایون‌فر، موسیقیدان و آهنگساز
- ۲۰ اردیبهشت - رضا عطاران، کارگردان، بازیگر، نویسنده
- ۲۲ اردیبهشت - محمدرضا تقوی فرد، نظریه پرداز و نویسنده
- ۳۰ خرداد - مژده شمسایی، بازیگر سینما و تئاتر و چهره‌پرداز
- ۱ مرداد - حمید رسایی، سیاستمدار اصولگرا
- ۴ مرداد - یاسمین اعتماد امینی، وکیل و همسر شاهزاده رضا پهلوی
- ۶ مرداد - حسن جوهرچی، بازیگر
- ۴ شهریور - اصغر افتخاری، جامعه‌شناس سیاسی
- ۱۰ شهریور - عباس پالیزدار، سیاستمدار
- ۲۷ مهر - چیستا یثربی، نمایش‌نامه‌نویس و کارگردان
- ۲۳ آبان - آتنه فقیه‌نصیری، بازیگر
- ۲ آذر - حمید حسنی، پژوهشگر، فرهنگ‌نویس و ویراستارِ
- ۷ آذر - حمید امجد، نویسنده و کارگردان تئاتر و سینما، داستان‌نویس و مترجم و پژوهشگر
- ۲۱ آذر - کاوه یغمایی، خواننده و آهنگساز
- ۲۸ دی - حسن معجونی، بازیگر
- ۱ بهمن - فلور نظری، بازیگر
- ۲ اسفند - مرجانه گلچین، بازیگر

تاریخ نامشخص:
- ابوالفضل عطار - فیلمساز

## درگذشت‌ها
- ۲۱ مهر - حسین بهزاد، نقاش
- ۱۵ آذر - عین‌الله محمودی همدانی، پدر صنعت مخابرات ایران
- ۶ آبان - حسین یاحقی، موسیقی دان و نوازنده ویولن
- ۲۴ آبان - رهی معیری، غزل سرای معاصر
- ۱ اسفند - سید محمد محقق داماد، فقیه و مجتهد